# Julián Carabalí
Julián Andrés Carabalí (Santander de Quilichao, Cauca, Colombia, 19 de abril de 1988) es un futbolista colombiano. Juega de defensa central y actualmente está sin equipo. Tiene 36 años.

## Trayectoria
En el 2011 sale de Colombia por primera vez. Llega al Alianza Atlético de Sullana donde fue figura del equipo, jugando 28 partidos y anotando 1 gol. Sus buenas actuaciones no pudieron impedir el descenso del equipo sullanense a la Segunda División del Perú.

## Clubes
| Club                   | País                 | Año       |
| ---------------------- | -------------------- | --------- |
| Patriotas FC           | Colombia             | 2008      |
| Depor Aguablanca       | Colombia             | 2008      |
| América de Cali        | Colombia             | 2010      |
| Alianza Atlético       | Perú                 | 2011      |
| América de Cali        | Colombia             | 2012      |
| Boyacá Chicó           | Colombia             | 2013-2014 |
| San Lorenzo de Alem    | Argentina            | 2014      |
| Gimnasia y Esgrima (M) | Argentina            | 2015      |
| San Lorenzo de Alem    | Argentina            | 2016      |
| Barcelona Atlético     | República Dominicana | 2017      |
| Deportivo Maipú        | Argentina            | 2017      |